# Palazzo Fibbioni
Palazzo Fibbioni, citato talvolta come Palazzo Fibbioni Lopez, è un palazzo storico dell'Aquila.

## Storia
Era il palazzo principale dell'omonima famiglia il cui capostipite, Bertolomeo del Secco, si trasferì all'Aquila nel XVI secolo dalla provincia di Novara ricevendo qui il soprannome di «Fibbione». La famiglia si è estinta sul finire del XIX secolo e le ultime eredi, Teodora ed Agnese Fibbioni, decisero nel 1899 di istituire un'apposita fondazione per la gestione e la tutela della struttura.
L'edificazione del palazzo è riconducibile agli ultimi anni del XVI secolo (Giambattista Fibbioni, figlio di Bartolomeo vi abitava già nel 1578) ed è considerato uno dei primi esempi di architettura civile aquilana di stampo rinascimentale.
Lesionato già dal terremoto del 1703, è stato nuovamente danneggiato dal sisma del 2009 venendo poi restaurato a partire dal 2012. I lavori si sono conclusi nell'agosto del 2014. Dal 2015 al 2023 ha ospitato la sede municipale in attesa del restauro di Palazzo Margherita; attualmente, ospita alcuni uffici comunali.

## Descrizione
Posto proprio sull'incrocio detto dei Quattro Cantoni, centro del sistema cardo-decumanico, il palazzo costituisce un unico aggregato con il contiguo palazzo Lopez tanto che non è raro riferirsi alla struttura con il nome unificato di palazzo Fibbioni Lopez.
È caratterizzato da due prospetti pubblici di cui il principale volto su via San Bernardino e il secondario su corso Vittorio Emanuele; entrambe le facciate sono tripartite orizzontalmente con quella principale, probabilmente modificata nei secoli successivi, recante un portale bugnato databile al XVI o XVII secolo. Nel prospetto di via San Bernardino le aperture, tutte di stampo classico quadrangolare, sono raggruppate al centro in corrispondenza del portale. L'interno presenta alcuni soffitti lignei tra i più importanti della città, con dipinti ad opera di Giovan Paolo Cardone, allievo di Pompeo Cesura.